# Torre de los Titanes
La Torre de los Titanes, es un edificio ficticio que aparece como cuartel general del equipo juvenil de superhéroes los Jóvenes Titanes en el universo de DC Comics. Fue creado por primera vez por el equipo de Marv Wolfman y George Perez en las páginas del cómic DC Comics Presents Vol. 1 #26 (octubre de 1980). Sus diversas encarnaciones desde siempre han sido cuartel general de los Titanes. Si bien la ubicación y el aspecto real de la torre han cambiado a lo largo de las distintas series, existen algunas características definitorias, como la forma en letra "T", utilizado como un señuelo que despista a sus enemigos en caso de ser atacados, ya que su base es bajo tierra en una isla.

## Historia ficticia

### La Torre de los Titanes original
La Torre de los Teen Titans, es una estructura de vidrio y acero de diez pisos, que había servido como sede permanente para la segunda encarnación de los Teen Titans, comúnmente conocidos como los New Teen Titans. La torre original fue diseñada y construida por Silas Stone como regalo para su hijo, Víctor. Silas tenía gran culpa y responsabilidad personal por el hecho de que había convertido a su hijo en un Cyborg. Reconociendo la gran depresión a la que Víctor había sucumbido, Silas construyó la torre como una herramienta de apoyo con la esperanza de que Cyborg se convirtiese en un superhéroe y uniera a los New Teen Titans. La Torre estaba ubicada en una pequeña isla frente East River en Manhattan, Nueva York. El acceso a la torre requería una tarjeta de identificación especial que solo los miembros de los Teen Titans tenían. Algunos exmiembros del equipo o reservistas, como Aqualad, aunque también había recibido una tarjeta de identificación, en un momento en el cual la torre estuvo destruida durante el tiempo cuando este volvió al equipo como miembro permanente del equipo. El acceso desde la bahía de la ciudad se hacía gracias a una pequeña balsa en la que se viajaba entre la isla y el continente diariamente.
Durante la segunda batalla contra Trigon, la Isla de los Titanes, la torre y una parte importante de Manhattan, temporalmente se habían transformado en un desierto excavado en la roca, por el propio demonio Trigon. Trigon usó el techo de la torre como su trono personal. Aunque los Titans resultaron victoriosos en esta batalla,  la Torre de los Titanes fue prácticamente destruida y tuvo que ser completamente rediseñada desde cero.
Aunque a menudo es atacada por varios villanos, como Los Cinco Temibles y Deathstroke The Terminator, la torre permaneció intacta durante varios años. Cuando el miembro de los Titanes, Jericho, traicionó al equipo y se revelaba a sí mismo como el líder de la Sociedad Wildebeest, dirigió un ataque contra los Titans que destruyó completamente la torre.

#### La "Compound Titans"
Cuando los Titanes se reformaron poco antes de Crisis final, se instalaron en una nueva estructura llamada la Compound Titans. Aunque el edificio mantuvo la forma tradicional de "T", no era una torre como sus antecesoras, y servía más como búnker. El compuesto estaba equipado con la misma tecnología de vanguardia que sus precursoras, casi todos diseñadas por Victor Stone.

### La Segunda Torre
La segunda sede que llevaba el nombre de Torre de los Titanes, como tal de todo menos fue una Torre con forma de "T". Esta base era en realidad una instalación subterránea, construida sobre los restos de la Torre de los Titanes original, pero la imagen era un holograma en 3D en apariencia. Sin embargo, sobre el suelo, este holograma 3-D que transmitía la imagen de la Torre original era para hacer creerle a los demás para que creyesen que la torre original aún estaba en pie y que aún existía. Esta instalación fue utilizada como la sede de los titanes.

### La Tercera Torre
La tercera Torre de los Titanes sería una estructura de acero y vidrio, y de nuevo se volvía a la forma de "T", ubicada cerca de la Bahía de San Francisco en San Francisco, California. Esta sería la sede de la tercera encarnación de los Teen Titans y también es la tercera estructura que compartía el nombre de Torre de los Titanes. Esta torre fue diseñada y construida de nuevo por Victor Stone y siguiendo el modelo de la Torre de los Titanes original, que había sido diseñada por su padre Silas Stone. Esta Torre de los Titanes sería el escenario de varias batallas entre los titanes y sus enemigos. Cuando Jason Todd regresó de la muerte y asumió el manto como Capucha Roja, irrumpió en esta Torre de los Titanes y se involucró en una prolongada batalla con el Robin sucesor (Tim Drake), una batalla que resultó con un daño colateral masivo. Más tarde, un grupo de villanos que se hacen llamar Los Titanes Terror asaltaron la torre y emboscaron al único miembro de esa encarnación de los Jóvenes Titanes, Ravager. Ravager logró salvar la vida de dos de los miembros invitados de la torre, Wendy y Marvin, pero los Titanes del Terror lanzarían explosivos que destruyeron varios de los niveles superiores de la torre, incluyendo los cuartos de los invitados. El exmiembro del equipo Cyborg fue llamado a San Francisco para facilitar las reparaciones del piso 15.

#### La Torre de losTitanes del Este(Teen Titans (2003), serie animada)
En la versión de la serie animada Teen Titans del 2003, en el episodio "Titans del Este (Parte I)", emitido en enero del 2005, esta versión de la Torre de San Francisco sirvió de base e inspiración para la encarnación animada de los Titanes del Este. En la persecución de Brother Blood, los Teen Titans se dieron cuenta de que necesitaban un equipo aliado en la costa oeste. Los Titanes contactaron a cinco Titanes honorarios y crearon la Torre y el equipo de los Titans Easte.
Sin embargo, la torre de los Titanes del Este se encontraría en otra ciudad, llamada Steel City, que resultaba siendo una referencia a San Francisco, pero no habían podido construirla por ellos mismos. Lo anterior, le pidieron ayuda a Cyborg, que hizo que la Torre de los Titans Este fuera de alta tecnología como la torre original de los Titanes. La Torre de los Titanes Este estaría configurada con el mismo diseño similar a la original. Esta también cuenta con una gran sala central con televisor y sillón redondo. Hay una gran piscina para Aqualad que rodea la habitación. En la esquina de la sala central, hay una cocina pequeña como en la torre original. A diferencia de la original, hay una mesa cuadrada larga en la parte posterior de la sala central que se utiliza como lugar de reunión y mesa de comedor. Cyborg también instaló una bola de discoteca con control remoto, y que Robin no le había permitido instalar en la torre original. Cuando Hermano Sangre y su ejército atacaron esta base, la torre fue destruida de nuevo. Cyborg la ayudó a reconstruir de nuevo, de vuelta a su estado original.

### La Torre en el presente

#### Memorial
La torre actual alberga un memorial para todos los titanes caídos. Contiene estatuas de casi todos los titanes muertos, incluidos aquellos que sirvieron con el equipo muy brevemente. Sin embargo, excluye a otros titanes como Phantasm, Gnarrk o Jason Todd, que también fueron titanes por un período de tiempo muy corto.
Según lo visto en las páginas de los Teen Titans Vol.3 #29, cuando Jason Todd entró en la Torres de los Titanes y luchó contra Tim Drake, el actual Robin, cuya pelea se extendió por toda la torre y finalmente esto llevó a Jason a encontrar el memorial. Enfurecido por no tener una estatua (a pesar de que se había incluido a otros titanes que estuvieron breve tiempo como Kole), terminó por destruir la estatua de Donna Troy. En el número 30, la estatua de Jericho también fue destruida. Ambos personajes habían regresado de entre los muertos de una forma u otra forma desde que estuvo esta encarnación del equipo.
Entre los siguientes titanes que fueron conmemorados:
- Aquagirl (Tula)
- Dove (Don Hall)
- Águila Dorada
- Hawk (Hank Hall)
- Jericho (estatua destruida, restaurada por Raven)
- Kole
- Lilith/Omen
- Terra (Tara Markov)
- Troia (estatua destruida, recientemente restaurada)

Pendientes por estatua:
- Kid Devil murió pero aún no ha recibido un memorial)

##### Crisis Infinita
Aún se desconoce si alguna de las estatuas destruidas será reparada, o si se agregarán nuevas estatuas para los titanes que fallecieron recientemente durante la Crisis Infinita , que se enumeran a continuación.
Los siguientes ex Titans han sido asesinados en el transcurso de la Crisis Infinita :
- Baby Wildebeest
- Bushido
- Pantha
- Superboy (Conner Kent)

Otros titanes que fueron reportados como desaparecidos en acción se desconoce si se llegaron a homenajear.

##### Un año después y La Noche más Oscura
Más tarde, debido a la muerte aparente de Superboy a manos de Superboy Prime, quien murió durante la Crisis Infinita, se erigió una estatua en honor a él, y se la colocó en las afueras de la Torre de los Titanes, además de un memorial en Metrópolis. Asimismo, se erigió otra estatua en homenaje a Bart Allen con su uniforme como Kid Flash, y que también se colocó junto a la de Superboy después de la muerte de ese personaje. Tras las resurrecciones de ambos personajes, Superboy destruyó ambas estatuas para alertar al mundo de que tanto él como Kid Flash estaban de regreso entre los Titanes.
Durante el crossover de la "La noche más oscura", la Torre fue envuelta en una roca, dañándola gravemente.

#### El Salón de los Mentores
En las páginas de los Teen Titans Vol.3 #17, en el arco Titanes del Mañana los Titans viajaron a un distópico futuro alternativo del reino del hipertiempo donde se agregó un ala adicional a la torre, un "Salón de Mentores", con estatuas de los mentores y fundadores de los Teen Titans. En ese salón, se presentó a Max Mercury con Kid Flash, Ares con Wonder Girl , Superman y Lex Luthor con Superboy, y una estatua destruida de Batman con Robin. También cuenta con estatuas para Geo-Force, Dove II, Grace, Metamorpho y Green Arrow.
Este Salón de los Mentors reapareció en las páginas de los Teen Titans Vol.3 #37. Esta versión, sin embargo, presenta imágenes no solo de los Titanes y sus mentores, sino que no existe una dedicada a Kid Devil, que tuvo que crear la suya propia junto a la de Blue Devil.

### La Torre de los Titanes enLos Nuevos 52/DC: Renacimiento
Al comienzo del reboot de la continuidad de Los Nuevos 52 dicha torre hasta ese momento nunca existió, ya que la versión de los Titanes de Red Robin (Tim Drake) no tuvieron base fija, sino móvil, entre los volúmenes de los cómics de los Teen Titans Vol.4 y Vol.5. No fue sino con la recuperación de ciertos recuerdos y el evento post-Convergencia que la torre de los Titanes fue devuelta a las mentes y recuerdos de los fundadores originales de los Titanes Dick Grayson, Donna Troy, Roy Harper, Garth, y el regreso de Wally West (ausente en Los Nuevos 52 producto de haber estado atrapado en la "Speed Force" por el evento Flashpoint), mientras ocurrió los eventos de la miniserie "Caza de los Titanes" (en inglés, Titans Hunt). en forma de recuerdos vagos, pero no fue sino hasta la línea de cómics de DC: Renacimiento con el lanzamiento del volumen 3 de la serie Titans y los Teen Titans volumen 6, que tanto las sedes de San Francisco y Nueva York volvían a tener sus respectivas torres de los Titanes de nuevo. Sin embargo, no fue tras los hechos que marcaron el arco "Appearing in "It Ain't Easy Being Green", en  Teen Titans Vol.6 #19 (junio del 2018) que la torre de San Francisco fue destruida. Por otro lado, tras los acontecimientos que llevaron a la división de los Titanes de Nightwing en la serie Titans como consecuencia de una historia donde se encontraba con una versión malvada de un futuro alternativo de donde provino una Donna Troy corrupta y asesina, y que implicó la intervención posterior de la Liga de la Justicia más tarde; desde entonces, no se volvió a ver la Torre de Nueva York. La última vez que se vio la destruida Torre Titan de San Francisco, fue previamente al comienzo del arco de la saga "Justice League: No Justice", en plena llegada de la nave de Brainiac a la Tierra. Más tarde, los Teen Titans de Damian Wayne/Robin renovó el equipo con nuevos miembros, y se instalarían en un nuevo cuartel general, en las ruinas de un edificio abandonado, conocido como Mercy Hall en Brooklyn, Nueva York. Por otro lado, los "Titanes" adultos liderados por Dick ("Ric") Grayson/Nightwing se reestructuró aguardando un nuevo complejo de operaciones desde el Salón de la Justicia de la Liga de la Justicia.

## Algunos sitios de interés
Gran salónEl Gran Salón ha sido la sala de reuniones central de los Titanes. Estaba ubicado en el cuarto piso y estaba decorado con representaciones gráficas de tamaño real de cada miembro del equipo que colgaban de lado a lado a lo largo de las paredes.
LaboratoriosLos laboratorios estaban ubicados en el segundo piso. Cyborg pasó una gran parte de su tiempo libre aquí, actualizando y reparando sus sistemas.
Sub-niveles (bajo tierra)Estas secciones, bajo el nivel de la construcción de la Torre bajo la tierra, acá es donde se encontraban los Titans anclados al Submarino de los Titanes. El Subsuelo también estaba equipado con túneles de escape de emergencia que corren bajo el East River. 
Niveles superiores (entre el primer piso y el Penthouse)Se encuentran las instalaciones para el Avión de los Titanes o "T-Jet", y el "T-Copter", asimismo, algunos cuartos y habitaciones tanto para los miembros del equipo como invitados y algunas bodegas de carga y descarga de equipo; También se encuentra algunas áreas de descanso como la biblioteca, y una sala de entrenamiento.

## Apariciones en otros medios
- La Torre de los Titanes también aparece en la serie animada del 2003, Jóvenes Titanes. Esa versión de la Torre funciona de manera muy parecida a la actual, como un campo de entrenamiento para los Titanes y como alojamiento. Se construyó una versión similar para los Titanes del Este, pero se construyó en el lado de un acantilado, no en una isla. Además, la torre se encuentra en algún lugar de la costa de California. En la película animada Los Jóvenes Titanes: Misión Tokio, se amplía un mapa y se revela que la torre está cerca de California (posiblemente cerca de San Francisco, la ubicación actual de la contraparte del cómic).
  - En el cómic Teen Titans Go! del mismo nombre, indica que el escenario de la torre está en Jump City. El nombre Jump City no se usó en la serie original, pero con frecuencia en Teen Titans Go! del cómic de enlace.
- La Torre de los Titanes aparece en la serie animada Teen Titans Go!. A diferencia de la Torre de los Titanes original, la apariencia exterior es más rechoncha y parecida a una caricatura. Las ventanas se han fusionado en un panel sólido. La torre es repetidamente destruida parcial o completamente a lo largo de muchos episodios, pero el daño no se lleva a cabo a lo largo de la serie.
- La Torre de los Titanes también apareció en las películas Justice League vs. Teen Titans y Teen Titans: The Judas Contract, que están ambientadas en el mismo universo.
- También hizo un cameo en los cortos de DC Nation, New Teen Titans.
- La Torre aparece brevemente en Teen Titans Go! to the Movies. Slade lo destruyó por completo antes de volver a unir al equipo, pero en el episodio Tower Renovation de la temporada 5, los Titanes lo reconstruyeron.
- Garfield Logan (Chico Bestia) compró una versión de la torre de Titán a través de su trabajo como actor en la tercera temporada de Young Justice. Se encuentra en algún lugar del metro de Los Ángeles.
- En Canal 13 la referencia a la Torre de los Titanes aparece en las intros del programa de noticias Telenoche (en 2004 y 2007 a 2011).
- En Titans, los Titanes originales y nuevos se basaron en un edificio que estaba ubicado en San Francisco.